# Aeroportul Tenerife Nord
Aeroportul Tenerife Nord (IATA: TFN, ICAO: GCXO) este un aeroport din San Cristóbal de La Laguna, Provincia Santa Cruz de Tenerife, Insulele Canare, Spania ce deservește zona Tenerife. Aeroportul a fost tranzitat în 2022 de 5.566.243 de pasageri. A fost deschis în 3 mai 1946 și numit după zona deservită.
Situat la o altitudine de 633 m, aeroportul dispune de 1 pistă. Este operat de ENAIRE⁠(d).

## Infrastructură

### Piste
Aeroportul dispune de o singură pistă. Pista 12/30 are suprafața de asfalt și dimensiunile 3.171 m × 45 m. 